# Elibia linigera
Elibia linigera là một loài bướm đêm thuộc họ Sphingidae. Loài này có ở Philippines.